# Травматична тріада смерті
Травматична тріада смерті, — це медичний термін, що описує поєднання гіпотермії, ацидозу та коагулопатії. Таке поєднання часто спостерігається у пацієнтів, які отримали тяжкі травматичні ушкодження, і призводить до значного підвищення рівня смертності. Зазвичай, коли у когось проявляються ці ознаки, для усунення наслідків застосовується хірургічне втручання з контролю пошкоджень.
Ці три стани мають складний взаємозв'язок; кожен фактор може посилювати інші, що призводить до високої смертності, якщо цей цикл позитивного зворотного зв'язку продовжується без перерви.
Сильна кровотеча при травмі зменшує надходження кисню до тканин та може призвести до гіпотермії. Це, у свою чергу, може зупинити каскад коагуляції крові, запобігаючи її згортанню. За відсутності кисню та поживних речовин, зв'язаних з кров'ю (гіпоперфузія), клітини організму для отримання енергії споживають глюкозу в анаеробних умовах, що призводить до викиду в кров молочної кислоти, кетонових тіл та інших кислотних сполук, які знижують pH крові та призводять до метаболічного ацидозу. Таке підвищення кислотності пошкоджує тканини та органи тіла та може знизити роботу міокарда, ще більше зменшуючи доставку кисню. Виникає «хибне коло патогенезу».